# Oberer Brandgraben
Der Obere Brandgraben entspringt im Lorenzer Reichswald südlich von Moorenbrunn gleich neben der Höhle  Teufelsbackofen und fließt zunächst etwa nordwestlich in etwas Abstand von der Gleiwitzer Straße durch Wald und Flur des Moorenbrunnfeldes. Nahe der Kreuzung dieser Straße mit der Liegnitzer Straße wendet er sich auf nördlicheren Lauf, unterquert beide Straßen und mündet nach einem letzten halben Kilometer im Wald von links in das Langwasser.